# Pathanamthitta
Pathanamthitta (Malayalam: പത്തനംതിട്ട Pattanamtiṭṭa [ˈpat̪ːənʌmˌt̪iʈːa]) ist eine Stadt im südindischen Bundesstaat Kerala. Zum Zeitpunkt der Volkszählung 2011 hatte Pathanamthitta 37.538 Einwohner. Die Stadt ist Verwaltungssitz des Distrikts Pathanamthitta.
Pathanamthitta liegt im Süden Keralas im Hinterland der Malabarküste. Die nächsten größeren Städte sind Alappuzha 43 Kilometer nordwestlich und Kollam 47 Kilometer südwestlich. Der Pilgerort Sabarimala liegt 36 Kilometer nordöstlich in den Westghats. Pathanamthitta ist nicht an das Bahnnetz angebunden, der nächste Bahnhof befindet sich in Chengannur 26 Kilometer nordöstlich.